# Боброво (Рамешковский район)
Боброво — деревня в Рамешковском районе Тверской области.

## География
Находится в восточной части Тверской области на расстоянии приблизительно 11 км на запад-юго-запад по прямой от районного центра поселка Рамешки на левом берегу реки Медведица.

## История
В 1859 году в казенной карельской деревне Боброво 36 дворов, в 1887 — 50 дворов. В советское время работали колхозы «Красная Армия», им. Хрущева, «Борьба», совхоз «Рамешковский» и АО «БЭМАН». В 2001 году в деревне 11 домов постоянных жителей, 19 домов — собственность наследников и дачников. До 2021 входила в сельское поселение Высоково Рамешковского района до их упразднения.

## Население
Численность населения: 262 человека (1859 год), 274 (1887), 29 (1989), 14 (русские 93 %) в 2002 году, 1 в 2010.